# Antistia parva
|  | Chủ đề Ý |

Antistia parva là một loài bọ ngựa trong chi Antistia thuộc bộ Bọ ngựa.